# イオンモールいわき小名浜
イオンモールいわき小名浜 (イオンモールいわきおなはま) は、福島県いわき市小名浜にある、イオンモール株式会社が運営・管理するショッピングセンターである。
なお当項目では、併設する高速バス停留所「小名浜バスターミナル」についても記述する。

## 概要
2011年（平成23年）3月11日に発生した東日本大震災の津波浸水で甚大な被害を受けた福島県いわき市が、小名浜港背後地の開発事業として実施したものである。開発事業協力者としてイオンモール株式会社が選出されて、開発された。敷地は全て40年間の定期借地契約となっている。
2018年（平成30年）4月23日、いわき市とイオンの間で「地域活性化包括連携協定」を締結した。プレオープン日にあたる6月12日より「いわきフラWAON」の発売を開始し、このカードを通した買い上げ金額の一部は、いわき市の未来を担う人部材育成の応援に役立つ仕組みとなっている。クローズドモールではあるが、周辺一体での周遊を念頭に置かれ設計されており、港町でありながら海鮮系の飲食店は30店舗中わずか1店舗である。
福島県内ではそれまで最大であった郡山市のショッピングモールフェスタ本館(40,900 ㎡)より10,000 ㎡ほど大きい50,200 ㎡で福島県最大、東北地方においても有数の大規模SCである。従業員は約2000人。
震災復興プロジェクトであるため、災害時の被害軽減や被災者支援を念頭に設計されている。地上4階建ての建物で、津波襲来時は浸水する1階はピロティ駐車場として、売り場は2階から4階とした。屋上駐車場も含めて、3階より上は津波避難ビルとして施工されている。津波発生時には避難できる津波避難用デッキを設置する。電気設備や貯水槽も上層階に置かれている。閉店時であっても、津波注意報、津波警報、大津波警報発令時には店舗が津波避難ビルとして開放されることになっている。
建物北側に路線バス専用の発着点、西側にデッキで建物と直接接続する高速バスターミナルが設けられた。
商圏は半径10 km・自動車45分圏内の約14万世帯・約37万人。いわき市周辺のみならず、福島県中通り（郡山市など）や浜通り北部、茨城県北部（日立市など）からも来店客がある。このため、週末を中心に非常に混雑している。敷地内の駐車場約1,300台は週末を中心に満車になりやすい。
なお、毎年8月第1土曜日に開催される「いわき花火大会」では、駐車場を含め一部利用が制限される。なお、2019年以前は当施設が立ち入り禁止区域に指定されるため、全館15時に駐車場を含めて閉鎖されていた。

### 沿革
いわき市の開発事業である「小名浜港背後地開発事業」の一環として、福島臨海鉄道小名浜駅貨物ターミナルや海上保安庁関連施設および隣接する公園などを移転・撤去して出来た広大な区画に建設。小名浜港2号埠頭にほど近い場所にあたる。
当初の予定では、2016年（平成28年）3月の開業を予定していたが、東日本大震災復興事業などによる作業員不足などにより、2018年（平成30年）6月開業にずれ込んだ。
- 2000年（平成12年） - 当施設設置区画を含む小名浜港背後地の整備に関する協議会を設置。
- 2010年（平成22年）
  - 3月12日 - 小名浜港背後地区画整理事業の計画が決定。
  - 11月 - 小名浜港背後地開発ビジョンを制定。
- 2011年（平成23年）3月11日 - 東日本大震災発生。建設予定地が津波浸水域になる。
- 2012年（平成24年）12月22日 - 開発事業協力者公募 (11月) を経て、イオンモール株式会社が選出される。
- 2013年（平成25年）1月31日 - いわき市とイオンモール株式会社間で開発事業計画策定に関するパートナー基本協定締結。
- 2016年（平成28年）8月22日 - 起工式・着工。
- 2018年（平成30年）
  - 6月12日 - ソフト (プレ) オープン。 (6月17日までの営業時間：全店舗9時より)
  - 6月15日 - 正式開業。当面の間[注釈 1]、泉駅までの直行無料シャトルバス運転 (高速バスターミナルから)。
  - 6月18日 - 6月15日 - 17日間のグランドオープン期間中の来場者数が125,000人と発表。
  - 7月15日 - 正式開業1か月。1ヶ月間の来場者数が約75万人であると、イオンが発表した。
- 2019年（令和元年）6月7日 - 6月16日 - オープン1周年を記念し、「～ありがとう1周年～1周年祭」と銘打ってセールや限定商品の販売が行われた。
- 2020年（令和2年）3月1日 - イオン東北株式会社発足に伴い、「イオンスタイルいわき小名浜」食品売場をイオン東北に移管。
- 2021年（令和3年）9月1日 - イオン東北とイオンリテール東北事業本部の統合[5]に伴い、「イオンスタイルいわき小名浜」の管理・運営および衣料、住居余暇、H&BC各売場をイオン東北に移管。
- 2024年（令和6年） - 「日常をリゾートへ！」をコンセプトに、新規14店舗を含む22店舗をリニューアル[6]。

## 防災モールとして
小名浜港背後地開発ビジョン事業として計画された段階では、東日本大震災が発生する前であったため、防災拠点としての整備は計画されていなかった。ところが、2011年に発生した東日本大震災で建設予定地が浸水したことに伴い、「防災拠点」としての開発に変更され、パートナー基本協定締結段階では復興シンボルとしての開発が計画された。後の詳細設計で防災モールとしての開発が決定し、1階はピロティ駐車場として、3階より上を津波災害発生時の避難ビルとして機能するよう設計された。
以下、当施設における防災面での機能について述べる。
- 災害時避難スペース
地震・津波発生時においては、4階イオンホールを避難スペースとして開放し、コンセントや給水栓の設置により一定期間の待機滞在が可能。
- 津波避難ビル
営業時間はもちろん、閉店後の夜間においても津波警報が発令された際には店舗通路を開放し、施設北側・南側のペデストリアンデッキを通じて避難者を受け入れ。
- 災害用簡易トイレの設置
地震・津波発生時において、簡易マンホール設置型トイレの利用が可能。
- 非常用発電機・受水槽の設置
停電発生時に「イオンスタイルいわき小名浜」食品売り場（2階）に供給できる電源を確保できる非常用発電機を4階に設置。また、受水槽 (220 m2) を設置し非常時には給水が可能。これらはすべて想定される津波浸水高さの海抜630 cmよりも上に設置されている。
- 防災訓練の実施
地震・津波発生などの万が一に備え、全館対象の避難誘導および火災訓練を年2回をめどに実施。

## テナント

### 核店舗
- イオンスタイルいわき小名浜
イオンスタイルとしては福島県初出店。港町であることから、朝に水揚げされた新鮮な魚介類を多くラインナップするほか、福島牛の販売にも手がける。

イオンスタイル2階から平面駐車場A区画の1箇所にオートスロープが設置されている。

### サブ核店舗
- H&M (2階) 
福島県初出店
- 無印良品 (2階) 
福島県内最大規模となる約1,000㎡
- コジマ×ビックカメラ (3階)
- ソユーゲームフィールド (3階)

### ポレポレシネマズいわき小名浜
ポレポレシネマズいわき小名浜は、イオンモールいわき小名浜にあるシネマコンプレックスである。上映面数は全9スクリーン。
イオンモールに入居するシネマコンプレックスにおいては、数少ない地元資本による経営となる。
日本で始めて、全てのスクリーンにオールレーザープロジェクターが設置された。また、プロジェクターはすべて4Kに対応している。
番組配給面でTOHOシネマズと業務提携を締結しており、旧ポレポレいわきでは提供できなかったコンサートや演劇のライブビューイングのコンテンツ供給を実施する。
なお、当館の開業に伴い、ポレポレいわき（いわき駅前）は7スクリーンから2スクリーンに縮小し「まちポレいわき」の名称でミニシアターとして営業を継続している。

#### スクリーン
スクリーン1に設置されるスピーカーの数は52台で、1スクリーンのスピーカー数としては県内最大規模となる。
| スクリーン | 座席数 | 車いす席 | 仕様              |
| ---------- | ------ | -------- | ----------------- |
| 1          | 321    | 3        | AURO-MAX重低音/3D |
| 2          | 95     | 1        | Dolby 7.1ch/3D    |
| 3          | 95     | 1        | Dolby 7.1ch       |
| 4          | 95     | 1        | Dolby 7.1ch       |
| 5          | 95     | 1        | Dolby 7.1ch       |
| 6          | 173    | 2        | Dolby 7.1ch       |
| 7          | 163    | 2        | Dolby 7.1ch       |
| 8          | 75     | 1        | Dolby 7.1ch       |
| 9          | 215    | 2        | Dolby 7.1ch/3D    |

## アクセス
いわき市は県内有数の車文化であり、開業にあたり多くの車で混雑することが予想された。これにより、いわき市や関係者の間で異例の渋滞対策会議が行われた。
週末を中心に混雑が目立ち、特に午前中から夕方まで敷地内の駐車場約1,300台が軒並み満車になりやすい。混雑時にはアクアマリンパークの駐車場への迂回、または公共交通機関での来場が推奨される。
- 自動車
  - 常磐自動車道 いわき勿来インターチェンジより常磐バイパス経由で20分
  - 常磐自動車道 いわき湯本インターチェンジより25分
  - 小名浜道路 (2024年開通予定) 泉下川インターチェンジ (仮称) より10分
- 鉄道・バス
  - 東京・仙台・福島・会津若松・郡山から高速バス「小名浜高速バスターミナル」停留所直結
  - JR常磐線泉駅よりバスにて15分 (新常磐交通)
  - JR常磐線いわき駅よりバスにて33分 (新常磐交通)
  - なお、イオンモールいわき小名浜無料シャトルバスが、泉駅←小名浜高速バスターミナル間を20時から21時45分まで30分間隔で運行している (帰りの便のみ)。

### 駐車場
当施設の駐車場は、1,300台 (イオンモールいわき小名浜として) 利用可能であるが、アクアマリンパークに設置されている2,400台の駐車場も合わせて利用可能である。
| 施設駐車場                   | 施設駐車場                   | 駐車台数 | 駐車可能時間 | 備考                     |
| ---------------------------- | ---------------------------- | -------- | ------------ | ------------------------ |
| イオンモールいわき小名浜     | 1階・屋上駐車場              | 1,122    | 6:30 - 23:00 |                          |
| イオンモールいわき小名浜     | 屋外隔地D駐車場              | 184      | 6:30 - 23:00 |                          |
| アクアマリンふくしま駐車場   | アクアマリンふくしま駐車場   | 282      | 9:00 - 23:00 |                          |
| いわき・ら・ら・ミュウ駐車場 | いわき・ら・ら・ミュウ駐車場 | 419      | 9:00 - 23:00 |                          |
| 公共駐車場                   | 公共駐車場                   | 840      | 24時間       | パークアンドライド利用可 |

※現在この他、869台分の公共駐車場を整備中。

### バスターミナル
バスターミナルが2か所存在し、高速バスターミナルの「小名浜高速バスターミナル」と、路線バス乗り場「イオンモールいわき小名浜停留所」がある。

#### 小名浜高速バスターミナル
いわき市が運営しており、建物西側にデッキで直接接続する高速バスターミナルが併設されている。2011年 (平成23年) の東日本大震災発生前は、「アクアマリンパーク」停留所として機能していた小名浜港エリアの高速バス停留所を移設・再機能させた。アクアマリンパークにある2,400の駐車場を利用し、パークアンドライドの拠点としても利用することが可能である。
また、イオンモールいわき小名浜が独自に運行する泉駅行き無料シャトルバスは、高速バスターミナルから発車する。
バスターミナルの横には、イオン系のコンビニエンスストア「ミニストップ アクアマリンふくしま前店」がある。
| のりば | 方面                       | 系統                       | 行先                   | 経由                          | バス会社・事業者                         | 備考                          |
| ------ | -------------------------- | -------------------------- | ---------------------- | ----------------------------- | ---------------------------------------- | ----------------------------- |
| 高速   | 仙台方面                   | 仙台 - いわき線            | 仙台駅東口             | 常磐道経由                    | 新常磐交通                               | 全車予約制                    |
| 高速   | 東京方面                   | いわき号                   | 東京駅日本橋口         | 常磐道経由 綾瀬駅・浅草駅経由 | 新常磐交通 JRバス関東 東武バスセントラル | 全車指定席 土休日を中心に運転 |
| 高速   | 福島方面                   | 福島 - いわき線            | 福島駅東口・福島競馬場 | 磐越道・東北道経由            | 新常磐交通                               |                               |
| 高速   | 郡山方面                   | 会津若松 - 郡山 - いわき線 | 郡山駅前               | 磐越道・小野IC経由            | 新常磐交通・福島交通                     |                               |
| 高速   | 泉駅直行・無料シャトルバス | 泉駅直行・無料シャトルバス | 泉駅                   |                               |                                          | 土曜・日曜・祝日のみ運行      |

##### 沿革
- 2018年 (平成30年)
  - 5月29日 - 新常磐交通が、高速バス東京・仙台・福島・郡山線の一部ダイヤを乗り入れると発表。
  - 6月15日 - 小名浜高速バスターミナルとして運用開始。施設所有者はいわき市、施設運用・管理者は新常磐交通。東京線 (いわき号) は土休日のみ3往復、仙台線・福島線は1往復、郡山・会津若松線は平日1.5往復[注釈 6]・土休日郡山行き2本/郡山・会津若松始発4本[注釈 7] が乗り入れ開始。
また、イオンモールいわき小名浜が独自で運行する「泉駅直通無料シャトルバス」も運転開始。一日7.5往復が運転される。
  - 7月7日 - 「泉駅直通無料シャトルバス」が毎日から土休日と特定日のみの運行に変更となる。
  - 7月21日 - 高速バス東京線 (いわき号) の平日乗り入れが開始され、1往復が乗り入れる。
  - 9月25日 - 10月1日をもって高速バス東京線（いわき号）ダイヤ改正に伴う平日乗り入れ終了が予定されていたが、一転10月1日以降も継続されることが発表された。

#### 路線バスのりば
建物北側に路線バスのりばが併設されている。開業日にあたる2018年6月15日から「イオンモールいわき小名浜」停留所を新設し、以下の新常磐交通の路線バスが乗り入れている。
なお、イオンモールいわき小名浜利用者のための停留所であるため、営業時間の大部分にあたる午前10時 - 午後8時前後の一部便のみ停車する。
| 方面                     | 系統                             | 行先                         | 備考                 |
| ------------------------ | -------------------------------- | ---------------------------- | -------------------- |
| いわき駅方面発着         | いわき駅 - 鹿島 - 小名浜線       | 鹿島経由いわき駅前           | 一部通過便の設定あり |
| いわき駅方面発着         | いわき駅 - 鹿島 - 小名浜線       | 小名浜車庫                   | 一部通過便の設定あり |
| 湯本駅方面発着           | 湯本駅 - 小名浜線                | 湯本駅前                     | 一部通過便の設定あり |
| 湯本駅方面発着           | 湯本駅 - 小名浜線                | 小名浜車庫                   | 一部通過便の設定あり |
| ラパークいわき方面発着   | ラパークいわき - 鹿島 - 小名浜線 | ラパークいわき               | 一部通過便の設定あり |
| ラパークいわき方面発着   | ラパークいわき - 鹿島 - 小名浜線 | 小名浜車庫                   | 一部通過便の設定あり |
| 小名浜車庫・泉駅方面発着 | いわき中央営業所 - 泉駅線        | いわき中央営業所・小名浜車庫 | 一部通過便の設定あり |
| 小名浜車庫・泉駅方面発着 | いわき中央営業所 - 泉駅線        | 泉駅前                       | 一部通過便の設定あり |

## 競合
当施設が開業するまで、いわき市内最大の商業施設は鹿島にある「鹿島ショッピングセンターエブリア」だったが、当施設は同施設よりも面積が約2.5倍と遥かに広く、厳しい競争が予想されたため、対抗する為に2018年2月より段階的にリニューアル工事を行っている。
また、当施設から僅か500mしか離れていないタウンモールリスポは老朽化に加え、当施設の開業を睨み、2018年1月15日に閉店。解体後、跡地にはヨークベニマルとクスリのアオキが開業している。
| 施設名                           | 開業日                                  | 核テナント                            | 店舗数         | 延床面積             | 商業施設面積            | 備考                   |
| -------------------------------- | --------------------------------------- | ------------------------------------- | -------------- | -------------------- | ----------------------- | ---------------------- |
| イオンモールいわき小名浜         | 2018年6月15日                           | イオンスタイル                        | 専門店130店    | 約93,100㎡           | 約50,200㎡ (総賃貸面積) |                        |
| 鹿島ショッピングセンターエブリア | 1995年10月26日                          | ヨークベニマル スーパースポーツゼビオ | 専門店90店     | 38,729㎡ (約1/2.4倍) | 29,186㎡                | 開業まではいわき市最大 |
| タウンモールリスポ               | 1969年11月23日 1997年9月5日リニューアル | シミズストア                          | 専門店42店     | (不明)               | 5,693㎡                 | 閉店済み               |
| ヨークベニマル小名浜リスポ店     | 2018年7月27日                           | ヨークベニマル クスリのアオキ         | クリーニング店 | 2,923㎡              | 1.968㎡                 | タウンモールリスポ跡地 |

## 付記
- 当施設を含む小名浜港背後地土地区整理事業により、2016年に小名浜臨港道路が開通。これにより、鹿島・平方面から鹿島街道を通り、当施設やアクアマリンふくしまへ直結するようになった。